# 雲頂高原
雲頂高原，位於馬來半島海拔1,865公尺以上的蒂迪旺沙山脈，是馬來西亞彭亨州文冬縣的著名高原旅遊景點，距離吉隆坡市中心約1小時車程。該景點隸屬雲頂集團，被稱為「雲端上的娛樂城」，擁有5家酒店及多間餐廳，景點內外配備各類娛樂設施，當中也包括馬來西亞唯一的合法賭場。此外，此處還有可容納6,000名觀眾的雲星劇場，是把當地著名的演唱會場地，並偶爾會舉行頒獎典禮等其它活動。
雲頂高原設有纜車系統，「雲頂纜車」全長3.38公里，是世界最快以及東南亞最長的纜車。目前新建的「雲天纜車」已超過雲頂纜車的記錄。

## 历史
在山上建一座度假胜地这个想法是已故丹斯里林梧桐在1964年前往金马伦高原谈生意时突然涌起的念头。在金马仑高原享受高原上那清新凉快的气候时，林梧桐就想到，马来西亚是热带国家，那么如果在山上建一座度假胜地，那势必会成为大家避暑的好去处。
为了实现这个想法，林梧桐翻阅地图希望能够在吉隆坡附近找到一个可以兴建度假村的适合地点。最后，林梧桐在距离吉隆坡58公里处一座高1,800米的乌鲁加里山看见了理想地点。因此开启了林梧桐将偏僻并且充斥着原始热带雨林的山区转变成一个度假胜地的过程。

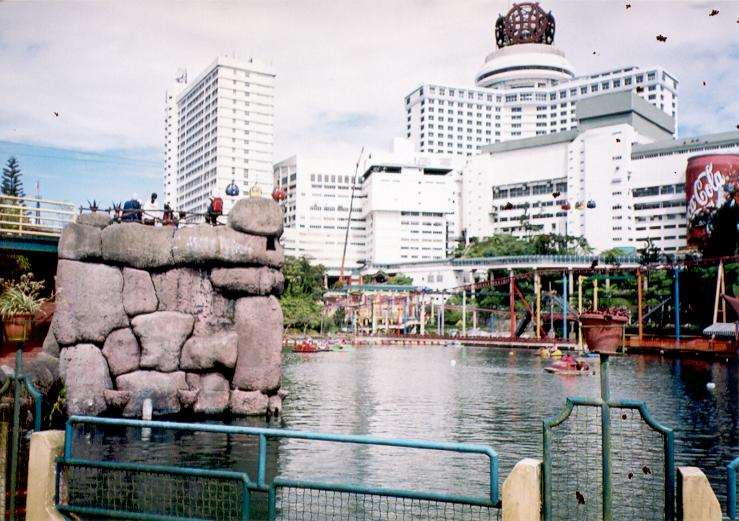
左：名胜酒店；右：云豪酒店。

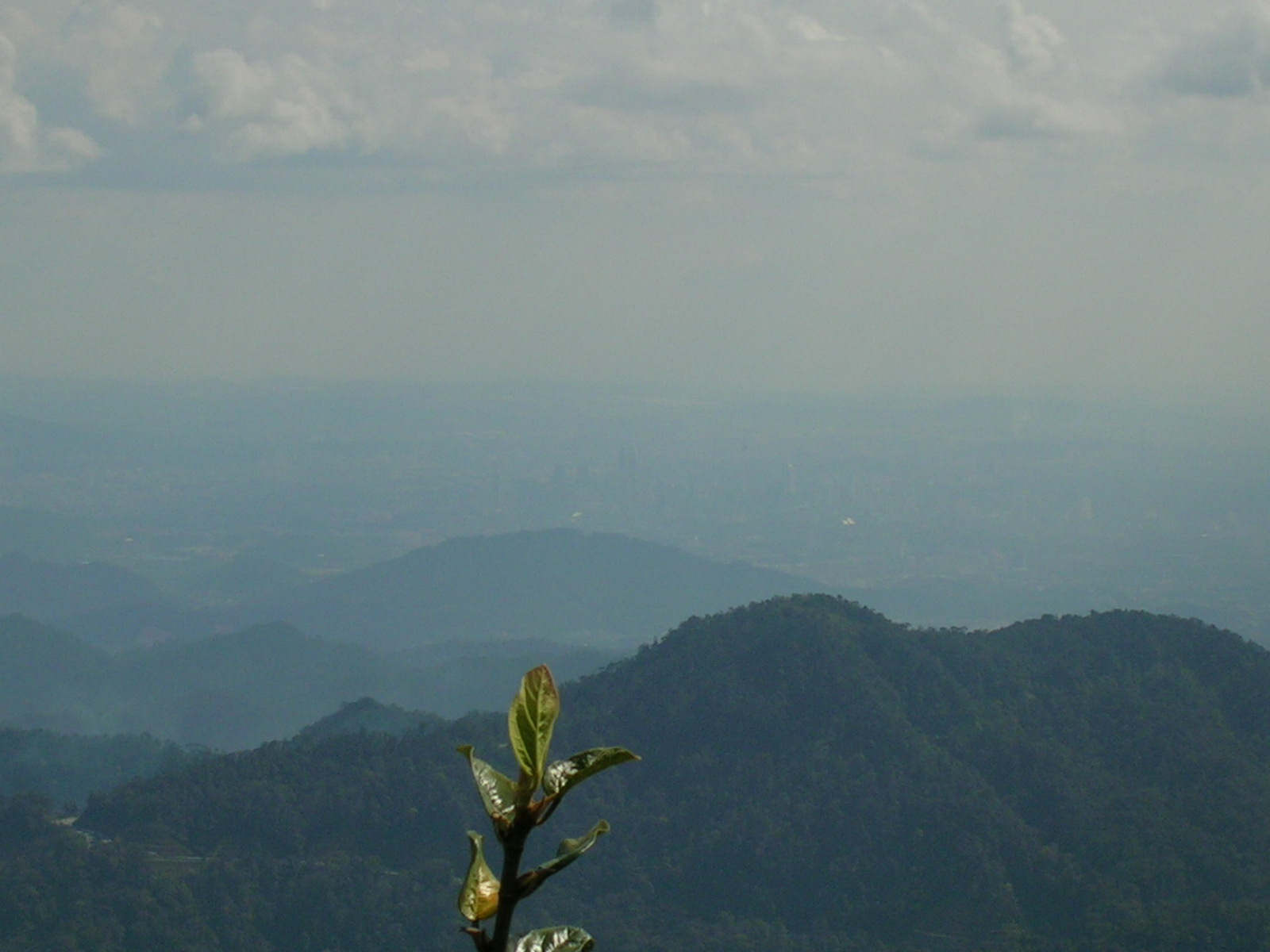
高原風景

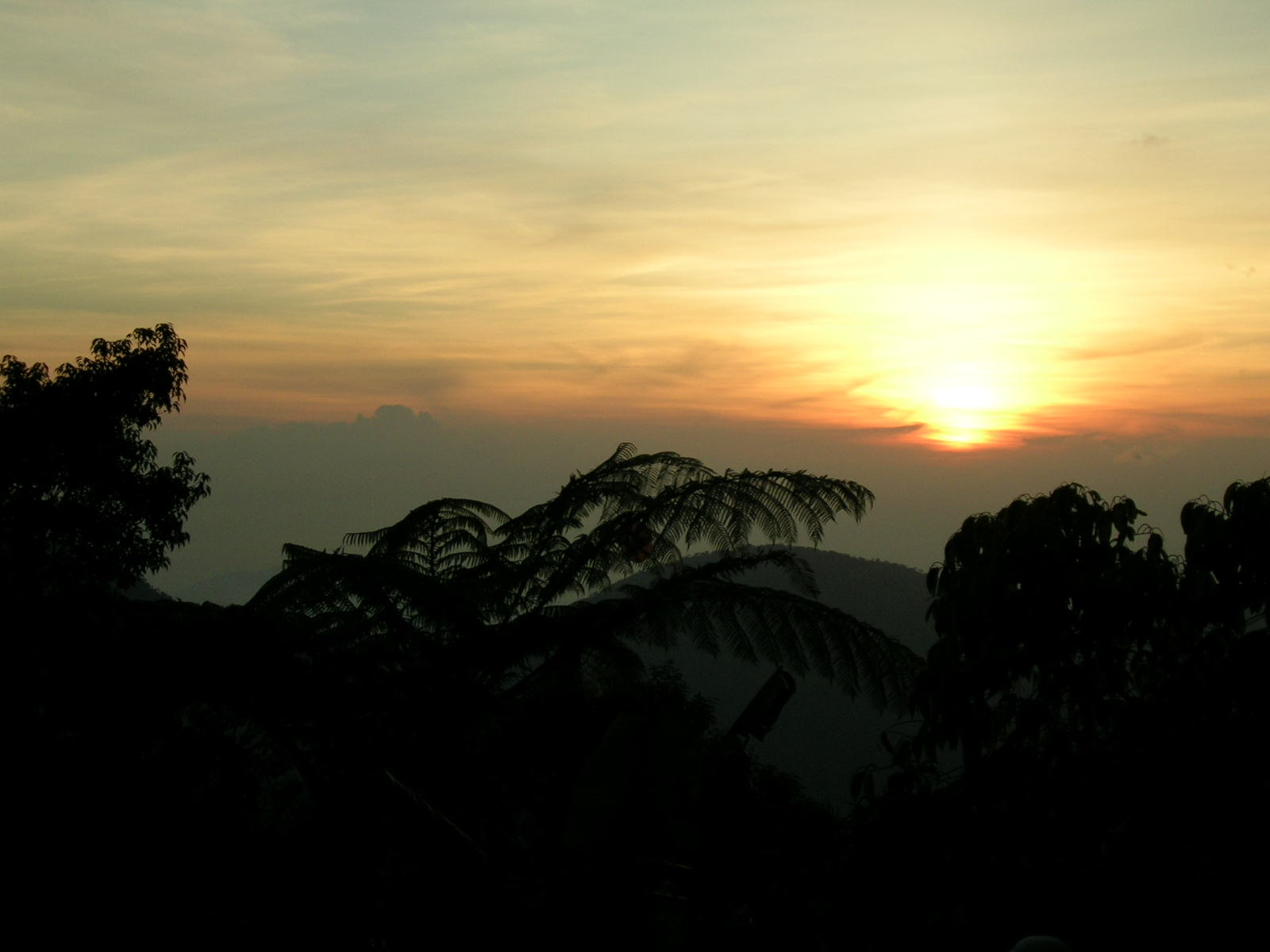
高原日落

于4月27日，林梧桐成立了云顶高原有限公司（Genting Highlands Berhad），并在Tan Sri Haji Mohammed Noah bin Omar的协助下成功于1965年及1970年获得彭亨州及雪兰莪州各12,000亩地及2,800亩地。
1965年8月18日开始施工，从云顶森芭山脚直到乌鲁加里山顶端的道路需要4年的时间来完成。
于1969年3月31日，通往云顶名胜世界的路程终于完成，马来西亚第一任首相，已故的东姑阿都拉曼(Tunku Abdul Rahman Putra Al -Haj ibni Almarhum Sultan Abdul Hamid Halim Shah)更出席见证，并为云顶高原第一间酒店的成立投下基石。
在1971年，云顶名胜首间酒店正式成立，当时命名为高原酒店，目前已更名为丽园酒店。
云顶世界继第一间酒店成立后，一直在蓬勃地发展。目前云顶世界已有五间酒店，分别是云豪酒店 (Hotel Genting Grand)、高原酒店 (Hotel Highlands)、名胜酒店 （Hotel Resort)、丽园酒店 (Hotel Genting SkyWorld) 及第一大酒店(Hotel First World) 以及两座公寓-丽雅公寓及Kayangan公寓。而在云顶半山，也有阿娃娜酒店(Resorts World Awana)。
在1997年，云顶世界再度增添设施，长3.38公里的云顶缆车正式启动，可直接将乘客们送达云顶名胜世界，让游客们能够以更便利更快的抵达云顶名胜世界。云顶缆车也是“世界最快的单轨缆车系统”及“马来西亚及东南亚最长的缆车”。云顶名胜世界目前拥有5间酒店。其中拥有7,351间客房的第一大酒店，曾获得吉尼斯世界纪录大全颁发为“世界最大的酒店”。

## 酒店

### 云豪酒店
云豪酒店是座落于马来西亚云顶世界的一间5星级酒店。除了云豪酒店，位于云顶名胜世界的酒店也包括：高原酒店、名胜酒店、丽园酒店及第一大酒店。云豪酒店一共有244间套房，包括皇家套房、总统套房及大使套房。
云豪酒店以奢华著称，充满艺术气息的设计风格，以及完善的服务及设施，让云豪酒店荣登云顶名胜世界最豪华的酒店。此外，在云豪酒店里的Mspa & Fitness曾经赢得Asia Spa & Wellness Festival 2009中的“Best Signature Treatment”。
云豪酒店建于1978年，是云顶高原上成立的第二间酒店。于1971年成立的丽园酒店是第一间酒店，因游客逐渐增加，丽园酒店无法负担日益增加的游客，因此决定建立第二间酒店，也就是云豪酒店。

### 高原酒店
位于马来西亚云顶高原上的高原酒店，目前拥有833间客房。除了高原酒店，云顶世界还拥有其他4家酒店包括云豪酒店、名胜酒店、丽园酒店及第一大酒店。
高原酒店也是云顶世界上除了云豪酒店，另一家5星级酒店，位于高原酒店顶楼的Elite Club内设有6星级客房。此外，高原酒店也是云顶缆车站。

### 名胜酒店
名胜酒店是4星级酒店，拥有835间客房，包括15间标准客房、148间豪华客房（双人床）、623间豪华客房（两张单人床）及49间上等豪华客房。

### 雲頂天城世界主題樂園酒店
天城世界主題樂園酒店是唯一一家拥有3张大号床的住宿 , 271间舒适的客房，大门口就是雲頂天城世界主題樂園及云星劇場

### 第一大酒店
坐落于云顶高原的第一大酒店，是拥有7,351间客房的4星级酒店，更是世界第4大酒店。在2008年1月，拉斯维加斯The Venetian酒店成立前，第一大酒店曾是世界第一大酒店。
第一大酒店分为2座大厦，拥有1,669间标准客房、3,307间豪华客房、69间豪华三人房、493间上等豪华客房及136间World Club套房。
随后酒店方将酒店房数从6,118间扩展至7,351间，刷新了拉斯维加斯The Venetian酒店的世界记录，吉尼斯世界纪录于2015年6月承认其再次成为世界第一大酒店。

### 康乐福酒店
是马来西亚唯一一家连续五年（2019-2023）获福布斯旅行指南五星认证的酒店

## 餐饮
马来西亚云顶世界拥有超过100间餐厅包括：
- Bakery：甜点、三文治、面包
- 咖啡苑：各种不同风味的自助餐，包括，本土、娘惹、日式、印度式、西式等等。
- 云华宫：广东料理
- 海南餐厅：本土风味的咖啡厅，马来西亚华人俗称的kopitiam
- 泰华宫：泰式料理融合中华料理
- 有间面馆：中华传统面馆，米线或米粉面汤
- 竹面馆：港澳式美食、点心、手工竹升面馆。（最出名的美食———焖羊腩云吞面）
- Bar B Q Plaza：泰式火锅烧烤
- 名人餐厅：新疆料理
- The Olive：5星级西式高级餐厅
- Spice Garden：印度式料理
- Burger & Lobster：美韓式創意料理
- Cafés Richard：法式咖啡馆
- Motorino：意大利风味比萨餐厅

## 夜生活

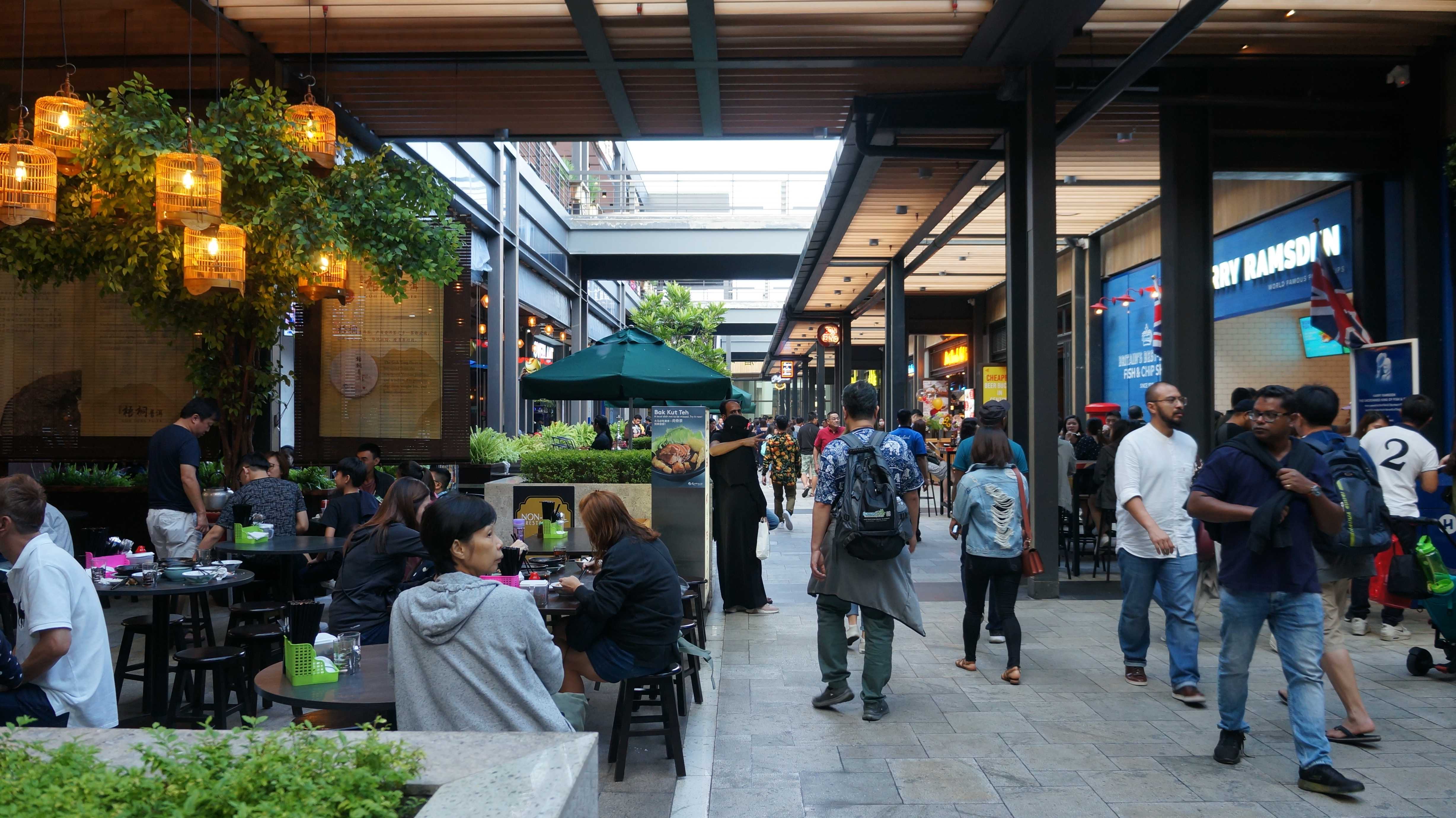
酒吧街

云顶高原最著名，也是最多人去的夜生活名为酒吧街（英語：High Line）。当中包括：
- The Laughing Fish（英国鱼类快餐）
- High Line Roof Top Market（主题酒吧街）
- Powerlant
- Harry Ramsden（英国式鱼排）
- Nicsmann 1940s（酒吧餐厅）

## 主题乐园与户内景点
雲頂世界擁有2座主题樂園：天城世界主题乐园以及天城室內游樂園。

### 户内景点
除此，云顶高原的户内景点也有SkyAvenue云天大道购物广场、保齡球場、4D動畫影院、電影院、射箭場、SnowWorld雪花堡、雲天世界杯、Junger Gym、Fantasy雲天电子游樂場、THE VOID无尽虚空和SkyCasino雲頂娛樂場等等。

### 天城世界主题乐园（于2022年2月8日试营运）

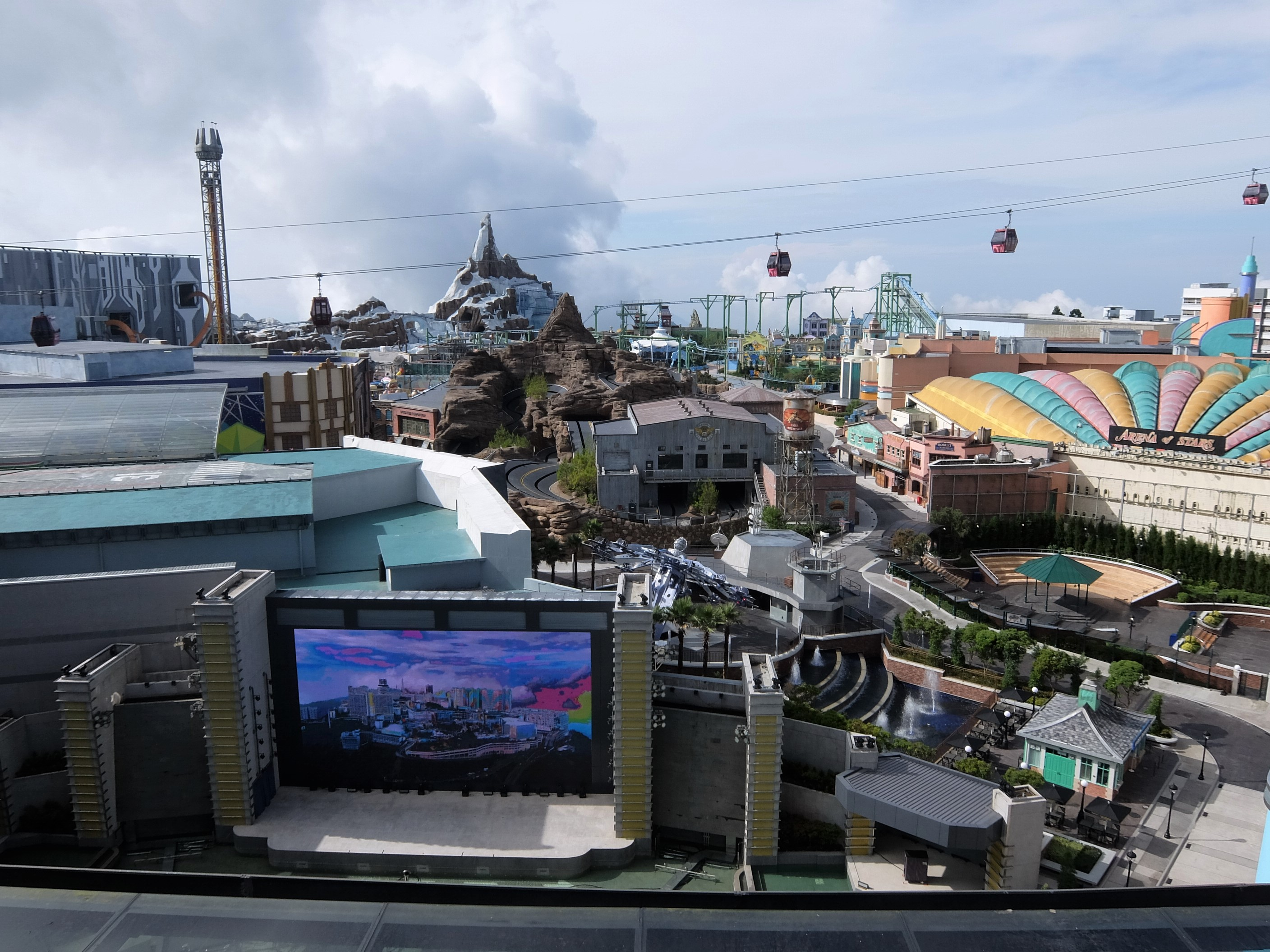
Skyworlds天城世界主题乐园

#### 历史
雲頂室外遊樂園自2013年9月1日關閉並進行全面翻新。原定在2016年完工的室外主题乐园因为各种瑕疵以及美观上的不足，云顶集团决定再次全面拆除并重新改建。由于在兴建过程中马来西亚货币令吉持续走跌，因此在2017年以及2018年终进行了第二及第三次的延迟开业。原定于2019年竣工后，將成為世界上第一個二十世紀福克斯主題樂園。 日前华特迪士尼公司已收购二十世纪福斯，并于2018年的11月27日终止与云顶高原室外主题乐园的合约，据消息指理由可能是与该公司的家庭友善品牌形象相关，并且不想与相关赌场行业挂钩。随即于2019年10月，云顶集团与其公司达成和解。
与户外主题乐园相关的福克斯世界纪念品店（FOX World Store）也因此进行无限期关闭。

#### 主题乐园相关内容
云顶天城世界主题乐园是一座占地逾26公顷的主题乐园，并拥有26座游乐设施与景点。

### Skytropolis天城室内主题乐园

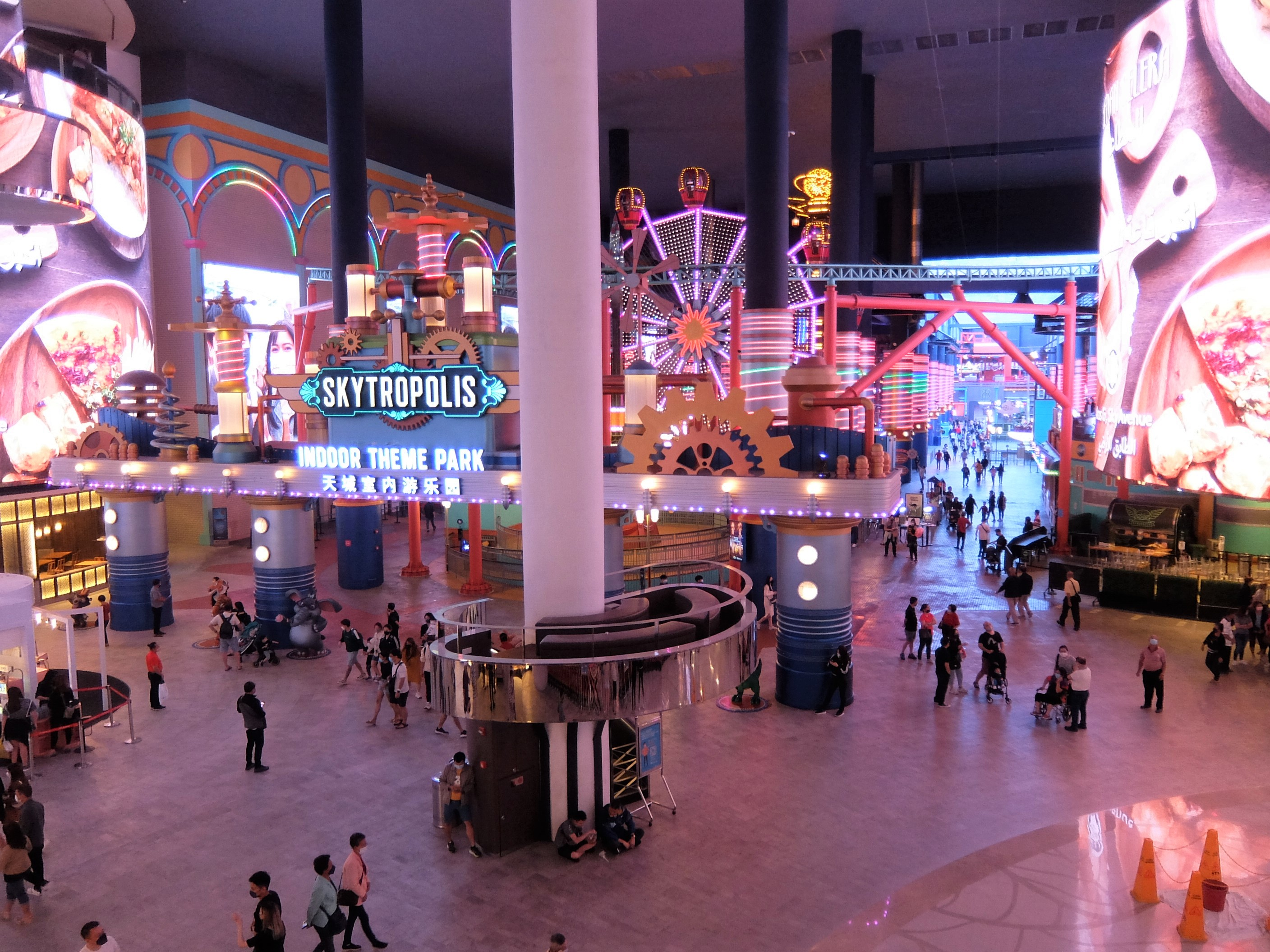
Skytropolis天城室内主题乐园

为了方便云顶室外主题乐园在2013年间的兴建工程，雲頂第一城室內遊樂園在2016年关闭了部分与室外游乐园毗邻的区域。而在2017年4月开始进行全面關閉，并大规模改建成為全新的天城室内游乐园。

#### 主题乐园相关内容
Skytropolis天城室内主题乐园占地超过600,000平方英尺（逾5.6公顷），并拥有21座游乐设施。
天城室內主題樂園的所有游乐区域預計將會在2019年第二季度全面投入運作。

#### 设施
天城室内主题乐园共有三种类别的游乐设施以及其中21个游乐设施，包括：
儿童式（限低设施）：
- 飞跃战士
- 铁塔欢乐游
- 欢乐碰碰车
- 虫虫特工队
- 机甲马戏团

家庭式（无高度限制）：
- 热气球
- 天城摩天轮
- 蒸汽列车
- 皇家骑士
- 宇宙小飞侠
- 旋转杯
- Charlot Cruise
- Soaring Ship

惊险（限高设施）：
- 冲天塔
- 飞旋陀螺
- 天旋地转
- 风暴海盗船
- 王牌碰碰车
- 疯转轮
- 动感音浪
- Super Glider

#### 大本营电玩城
大本营电玩城（英語：Big Top Video Games Park）是一座由马戏团为主题的电子游戏厅。与室内游乐园毗邻，为室内游乐园的部分游乐区。于2018年的12月8日正式营业。

## 缆车

### 云顶缆车
云顶缆车从位于梧桐再也（Gohtong Jaya）的云顶缆车站出发，直达高原酒店。云顶缆车由马来西亚第四和第七任首相敦马哈迪医生于1997年2月21日主持开幕。云顶缆车以每8人一车厢并在一小时内载送2,000名乘客上山。它的极速为每秒6公尺，只需大约15分钟便能完成3.38公里长的登山路程。

### 云天缆车
云天缆车从位于云顶高原名牌折扣购物中心的阿娃娜站出发，中途可在清水站免费下车，探索清水岩庙及其优美的风景，再使用同一张车票抵达云天大道站。

## 设施
除了游乐园，云顶世界还拥有以下设施：

### 云顶云星剧场

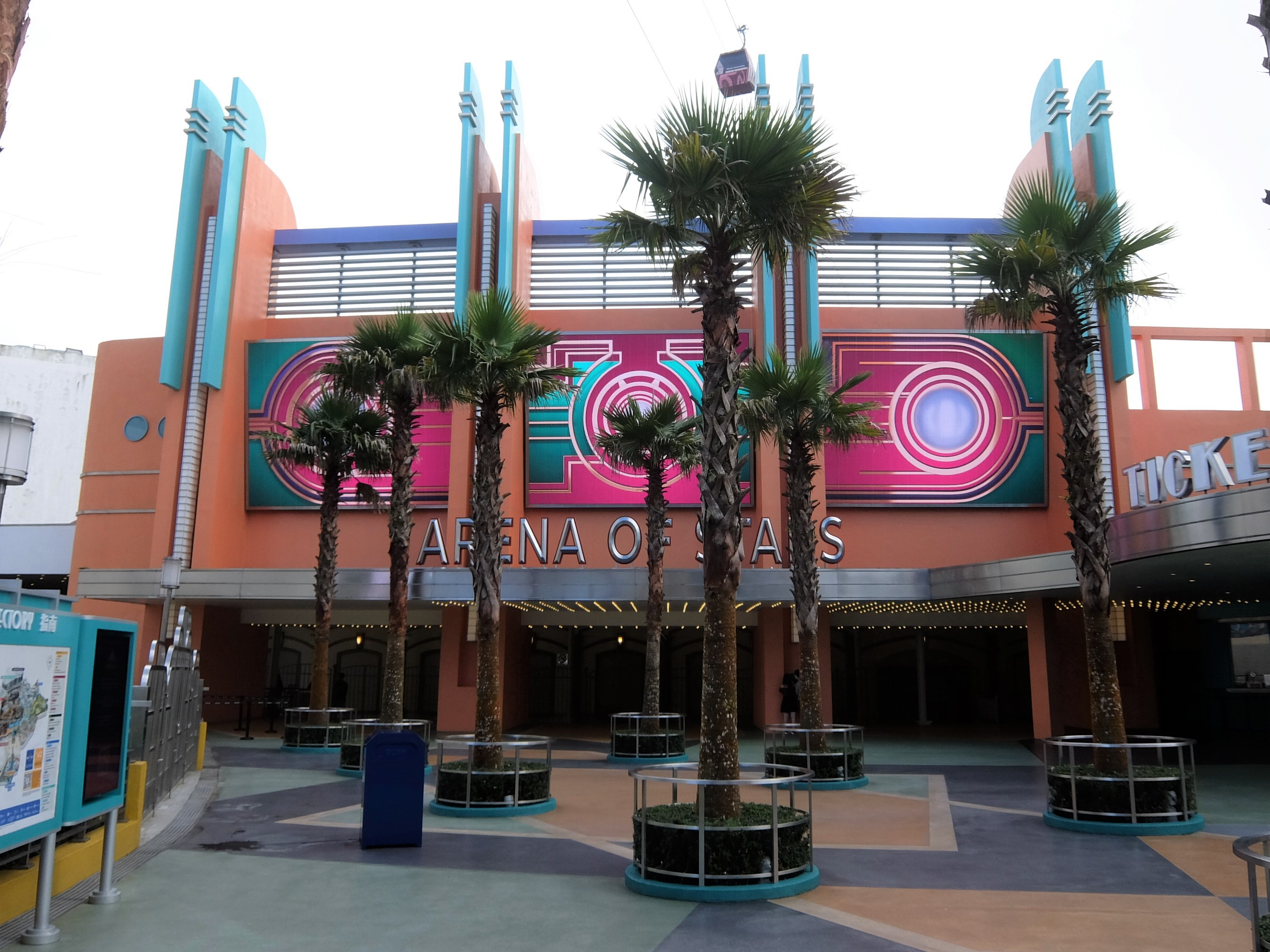
云星剧场

云顶云星剧场位于云顶高原丽园酒店旁，是一个可容纳6,000人的场地，许多演唱会及颁奖典礼皆在这里举办。云星剧场举办的第一场表演，是由叶倩文及林子祥于1998年1月带来的演唱会。
目前，许多国际著名大牌艺人如：那英、鄭秀文、陳慧琳、张学友、任贤齐、張惠妹、蔡依林、楊千嬅、容祖兒、林俊杰、吳宗憲、王心凌、張敬軒、A-Lin、钟嘉欣、動力火車、古巨基、艾尔顿·约翰、李克勤、S.H.E、喜多郎、楊丞琳、鄧紫棋、谭咏麟、Twins、丁噹、MP魔幻力量、蔡宗恒、Kenny G、张杰、周兴哲、林宥嘉、黃明志、張藝興、張韶涵、罗志祥、蔡幸娟、李佳薇、于文文、張天賦[3P(THREEEPRDUCTION)]等多位艺人都在云星剧场留下脚印。此外，云星剧场也曾举办大马选美比赛、My Astro至尊流行榜的大型活动。

### 云顶国际会议中心
云顶国际会议中心所举办的活动包括会议、奖励旅游、研讨会、展销会等等，云顶国际会议中心占地150,000平方尺，是马来西亚最大型的会议中心，里面设有马来西亚最大型的无柱式宴会大厅，可容纳2000人。除了宴会厅，云顶国际会议中心也拥有18间会议室。

### 云顶第一城

#### 历史
在2017年以前的云顶第一城原设于第一大酒店底层，结合购物商场、餐厅、电影院、星际世界娱乐场及旧的云顶室内游乐园。除此之外，还设有了水上乐园以及全亚洲唯一的高空跳伞体验隧洞—超人飞侠项目。而云顶第一城内的时代广场中央舞台，每周有不同演出登台，如魔术表演、歌舞表演等。由于云顶高原在2017年间对云顶第一城进行大规模的翻修工程，所有室内设施已被拆除并重新完成翻新。

#### 全新云顶第一城
目前云顶第一城已大致完成将近两年的翻新工程。
新的云顶第一城设有云天大道（SkyAvenue）、雪花堡（Snow World）、SeniKomePengHeng以及全新的天城室内游乐园等等。

### 云天大道
云顶大道（Sky Avenue）为新建的现代化购物中心，大厅内设有巨型LED幕墙播映图像，约有70家零售与饮食商店入驻。该购物中心亦建有云天赌场（Sky Casino）与电影院。

## 清水岩庙
清水岩庙位于海拔1,402米的清水岩庙，占地28英亩。依山而建的清水岩庙距离云顶世界只需10分钟的车程。清水岩庙里供奉的清水祖师来自中国福建省，一向以祈雨驱邪著称。
云顶集团创办人已故丹斯里林梧桐在开垦通往云顶世界的道路时，发现了这个清幽的地方，这里被原始的热带雨林包围，云雾缭绕，与丹斯里林梧桐的故乡中国福建省安溪县的清水岩非常相似。
清水岩庙于1975年开始动工，由于清水岩庙所在地形极为陡峭、险峻，建设工程极为艰巨，甚至连打桩等基本工作都无法使用机械来完成。但是，凭着丹斯里林梧桐的决心并亲自监督，清水岩庙历经18年的工程，于1994年3月29日建成，更成为马来西亚著名旅游景点，而不仅只是让人供奉的寺庙。现今也可乘坐阿娃娜缆车至此。

## 其他观光景点
- 阿娃娜云顶高原高尔夫球及郊野胜地
- 草莓园
- 蘑菇园
- 兰花园

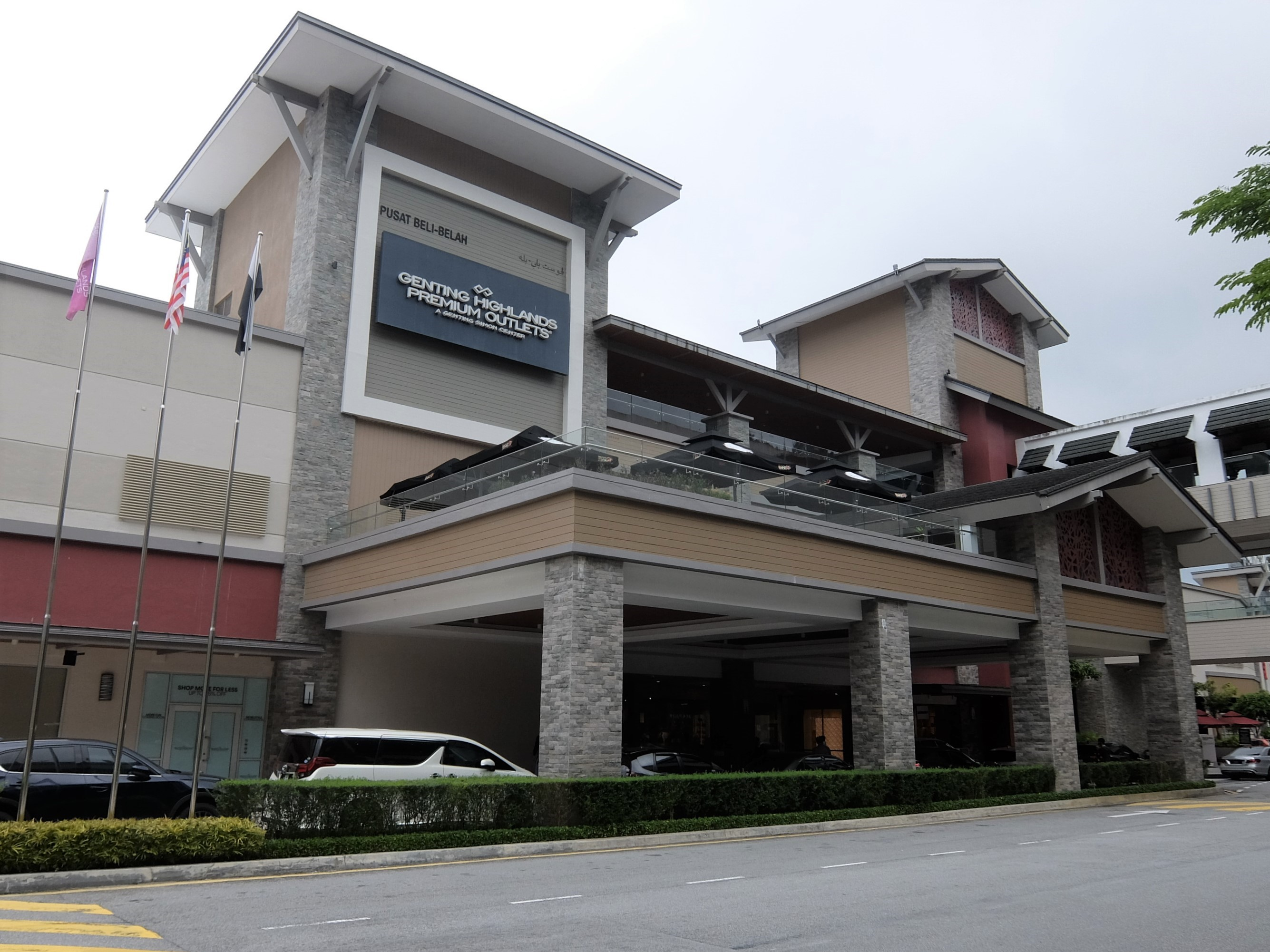
云顶高原名牌购物中心

- 云顶高原名牌购物中心（Genting Highlands Premium Outlets）

云顶高原名牌购物中心是全东南亚首座山上的名牌购物中心，提供约30万平方英尺出租面积，可容纳150家商店。另外亦设有4,000个停车位。

## 气候
云顶高原全年气候宜人，气溫介於15—25°C，因此是马来西亚著名的避暑胜地。

## 轶事
2017年6月1日，马来西亚前首相马哈迪·莫哈末在面子书直播接受网民提问时自称是普腾“首席试车手”，甚至把普腾车子开上云顶高原，以测试车子性能。

## 流行文化

### 電影
- 怨靈2